# Janet Flanner

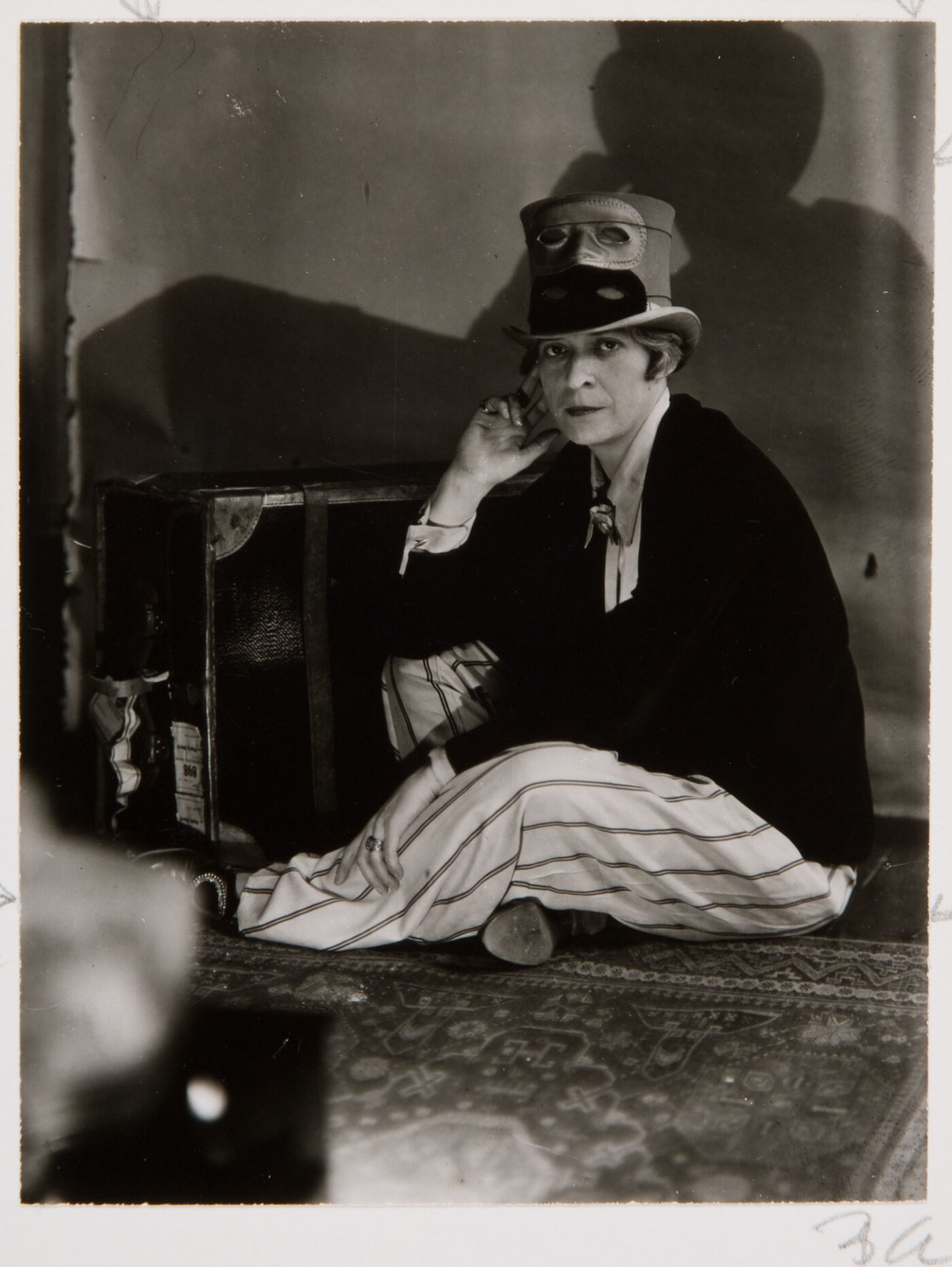
Janet Flanner, um 1920

Janet Tyler Flanner (* 13. März 1892 in Indianapolis, Indiana; † 7. November 1978 in New York City, New York) war eine US-amerikanische Schriftstellerin, Journalistin und eine feministische Exzentrikerin.

## Leben
Janet Flanner war die jüngste Tochter des Bestatters und ersten Krematoriumbesitzers im Bundesstaat Indiana, Frank Flanner und seiner Ehefrau Mary. Ihre Familie gehörte der sittenstrengen, aber sozial stark engagierten Religionsgemeinschaft der Quäker an. Im Jahre 1912 studierte Flanner an der University of Chicago und im selben Jahr nahm sich ihr Vater das Leben. Nach zwei Jahren brach sie das Studium ab, um in einer Besserungsanstalt für Mädchen zu arbeiten. Im Jahre 1916 kehrte sie in ihre Heimatstadt Indianapolis zurück, um als Journalistin bei der Zeitung Indianapolis Star zu arbeiten. Ende der 1910er Jahre floh Janet Flanners aus der Gemeinschaft und heiratete 1918 ihren ehemaligen Kommilitonen William Lane Rehm, der nach dem Studium nach New York gezogen war. Das Ehepaar lebte im Künstlerviertel Greenwich Village und Flanner fand schnell Kontakt zu Künstlerkreisen und engagierte sich in der Frauenwahlrechtsbewegung. Ende 1919 ging Janet Flanner mit Solita Solano (eigentlich: Sarah Wilkinson), die als Theaterkritikerin bei der New York Tribune und freiberufliche Schriftstellerin bei National Geographic Society arbeitete, eine lesbische Liebesbeziehung ein.

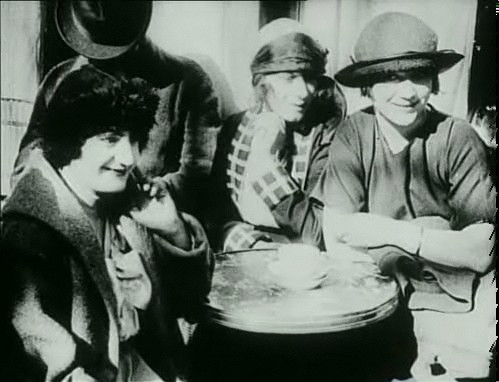
Natalie Clifford Barney, Janet Flanner und Djuna Barnes, um 1925

Innerhalb kürzester Zeit machte sie Bekanntschaft mit den bekanntesten Künstlern der Stadt, unter anderem Dorothy Parker, Robert E. Sherwood, Robert Benchley, Alice Duer Miller, Jane Grant, Ruth Hale, George S. Kaufman, Harold Ross, Neysa McMein, Alexander Woollcott, Franklin Pierce Adams, Edna Ferber, Irving Berlin und Bernard Baruch. Sie war ein häufiger Gast in deren literarischen Zirkel im Algonquin Hotel, genannt Algonquin Round Table, einer losen Gruppe von Journalisten, Literaten und Schauspielern. Nach der Trennung von ihrem Ehemann (Scheidung 1924) schlug sie sich als Schauspielerin durch, bevor sie schließlich in Boston eine erste Anstellung als Journalistin fand. Im Jahre 1921 reiste sie mit ihrer Lebensgefährtin nach Griechenland und nach Frankreich. In Paris fanden sie bald Eingang in den intellektuell-lesbischen Kreis um Gertrude Stein, Alice B. Toklas, Natalie Clifford Barney, Romaine Brooks und Djuna Barnes, den Freundinnenkreis, der als Die Frauen von der Left Bank berühmt werden sollte. In ihren Briefen an Jane Grant beschrieb Flanner das Leben der Künstler und intellektuellen Köpfe in Europa so detailliert, dass Grant ihrem Ehemann vorschlug die Briefe (Letter from Paris) in sein neues Magazin The New Yorker zu veröffentlichen. Unter dem Pseudonym Genêt (das ist ihr Pseudonym, es wurde fälschlicherweise als französische Übersetzung des Namens Janet gehalten [siehe: Neumahr, Uwe, Das Schloss der Schriftsteller, München 2024, S. 148]) schrieb sie von 1925 bis 1975 regelmäßig alle zwei Wochen über die Geschehnisse in Europa. Unter den Geschichten waren unter anderem Schilderungen von Ernest Hemingway, F. Scott Fitzgerald, André Gide, Jean-Paul Sartre, Josephine Baker, Pablo Picasso, Igor Strawinski und über die triumphale Atlantiküberquerung von Charles Lindbergh. 1931 reist Flanner zum ersten Mal nach Deutschland und berichtet dort unter dem Titel Über alles vor allem über das kulturelle Leben in Berlin. 1936 berichtet sie von den Olympischen Sommerspielen in Berlin und der politischen Stimmung im nationalsozialistischen Deutschland. Ihr Resümee lautet: „Nur demjenigen Besucher dieses Landes, der absolut nichts sehen und hören will, können die Zeichen und Signale des deutschen Vormarsches entgehen.“

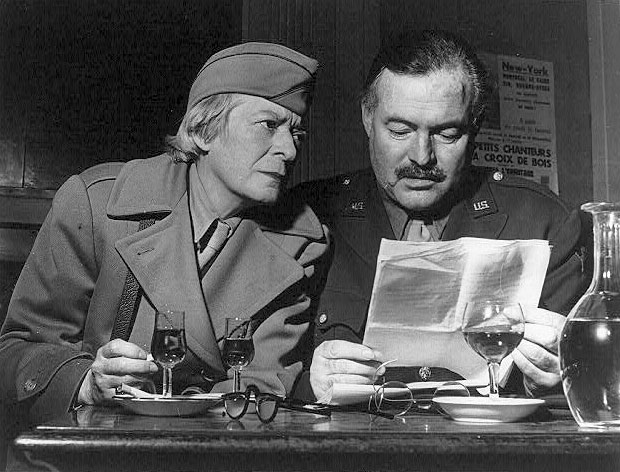
Ernest Hemingway und Janet Flanner, um 1944

Im Jahre 1932 hatte Flanners eine längere Affäre mit der Sängerin Noël Haskins Murphy und lebte mit ihr in Passy bei Paris. Die Ménage à trois hielt bis zum Ausbruch des Zweiten Weltkriegs an, sie endete mit der Flucht von Flanner und Solita Solano nach New York, wo sie am 5. Oktober 1939 eintreffen. Ein Jahr später traf Janet Flanner auf einer Party in Manhattan die 38-jährige Italienerin Natalia Danesi Murray, die als Repräsentantin des Mailänder Verlag Arnoldo Mondadori Editore arbeitete. Es war der Beginn einer leidenschaftlichen Liebesbeziehung zwischen beiden; doch die Beziehung zu Solita Solano zerbrach endgültig. Nach der Befreiung durch die Alliierten kehrt sie im November 1944 mit einem amerikanischen Armeeflugzeug als offizielle Kriegskorrespondentin nach Europa zurück. Im Dezember 1945 geht sie nach Deutschland und berichtet für die Zeitschrift The New Yorker über die Nürnberger Prozesse. In den folgenden Jahren lebt sie wieder in ihrer Wahlheimat Paris und berichtet u. a. aus Rom, Amsterdam, Wien, Warschau und verschiedenen Orten Deutschlands.
Janet Flanner starb 86-jährig im Kreis ihrer Familie in New York City und wurde auf Fire Island bestattet.

## Auszeichnungen
- 1947 Ritter de Légion d’honneur
- 1958 Ehrenprofessorin am Smith College in Northampton, Massachusetts
- 1959 Wahl in die American Academy of Arts and Letters[3]
- 1966 National Book Award of Arts and Letters (NBA)

## Werke (Auswahl)
- The Cubical City. Roman
- An American in Paris
- Men and Monuments
- Letter from Paris. New York 1959
- Pariser Tagebuch 1945–1965. Claassen Verlag 1967
- Legendäre Frauen und ein Mann. Transatlantische Porträts. Mit einem Nachwort von Klaus Blanc. Antje Kunstmann, München 1993, ISBN 3-88897-078-4. Enthält einen längeren, kritisch-boshaften Essay über Thomas Mann (S. 53–92)
- Paris, Germany. Reportagen aus Europa 1931–1950. Mit Fotografien von Werner Bischof zusammengestellt von Klaus Blanc. Antje Kunstmann, München 1992, ISBN 3-88897-059-8